# Nils Voss
Nils Knutsen Voss, senere Repál (født 22. februar 1886 i Voss, død 7. oktober 1969 i Sandnes) var en norsk gymnast, som deltog i OL 1912 i Stockholm.
Ved OL 1912 var han med for Norge i holdkonkurrencen i frit system. Nordmændene vandt konkurrencen med 22,85 point, mens Finland på andenpladsen fik 21,85 og Danmark på tredjepladsen 21,25 point.